# ンギヤンバー語
ンギヤンバー語（Ngiyambaa language）はパマ・ニュンガン語族のウィラドゥリ諸語に属する言語で、ニューサウスウェールズ州に居住していたアボリジニであるWangaaybuwan族とWayilwan族の民族言語であったが、現在は消滅しかけている。Tamsin Donaldsonの調査によれば、1970年代までにンギヤンバー語を流暢に話すWangaaybuwan族は約10人に減少、Wayilwan族では最後の母語話者2人が死亡し、話者が消滅した。